# Ptičie
Ptičie est un village de Slovaquie situé dans la région de Prešov.

## Histoire
Première mention écrite du village en 1451.

## Démographie

### Évolution de la population
| Année:               | 1994. | 2004.   | 2014.   | 2024.   |
| -------------------- | ----- | ------- | ------- | ------- |
| Nombre de personnes: | 613   | 621     | 654     | 640     |
| Différence:          |       | +1,30 % | +5,31 % | -2,14 % |

| Année:               | 2023. | 2024.   |
| -------------------- | ----- | ------- |
| Nombre de personnes: | 635   | 640     |
| Différence:          |       | +0,78 % |